# زرقطة
زُرقطة أو دَبْر أو نَسُّوحَة أو صَمْلة (الاسم العلمي Polistes)، جنس دبابير من فصيلة الزنبورية. أنواعه نحو 300 نوع.

## معرض صور

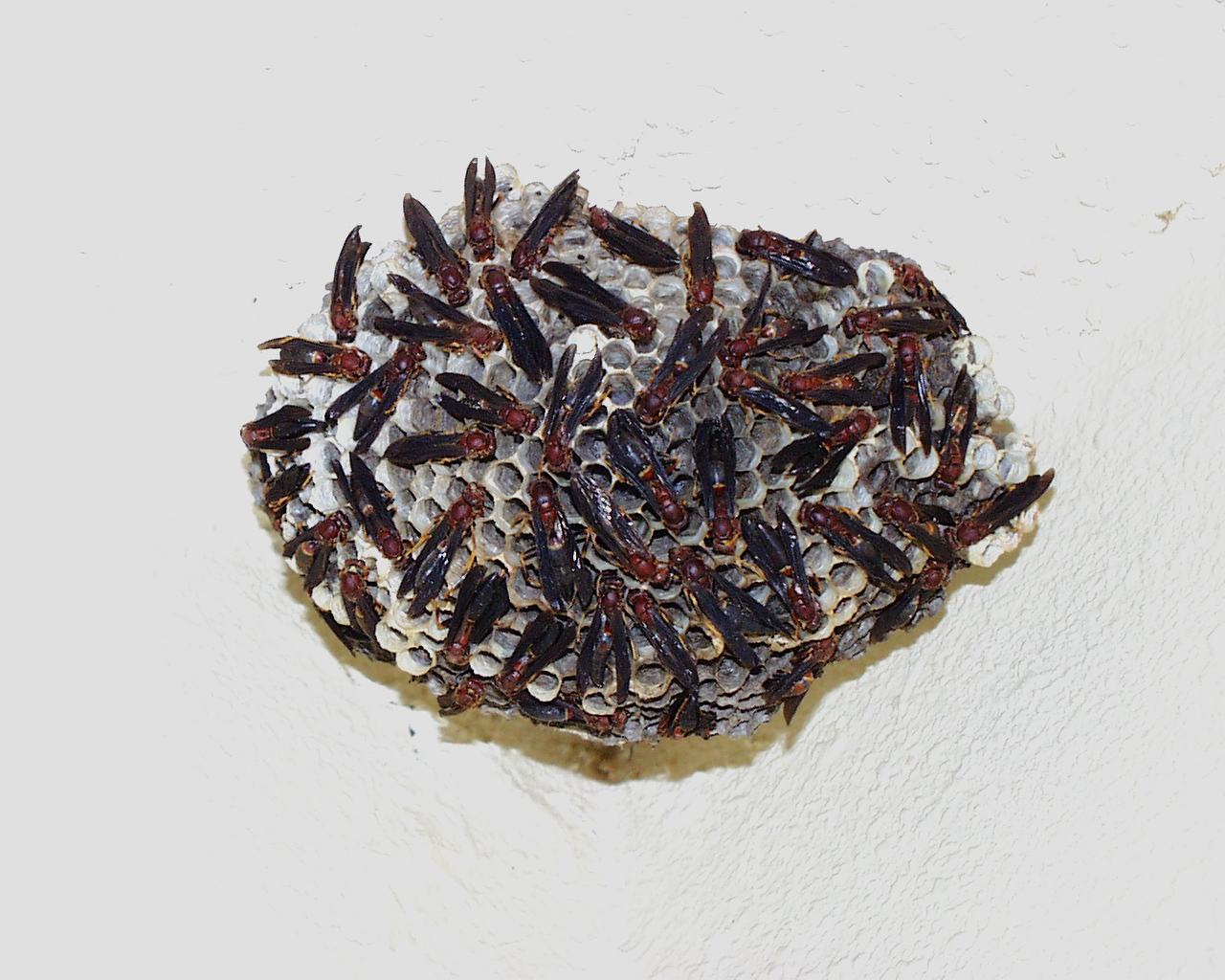
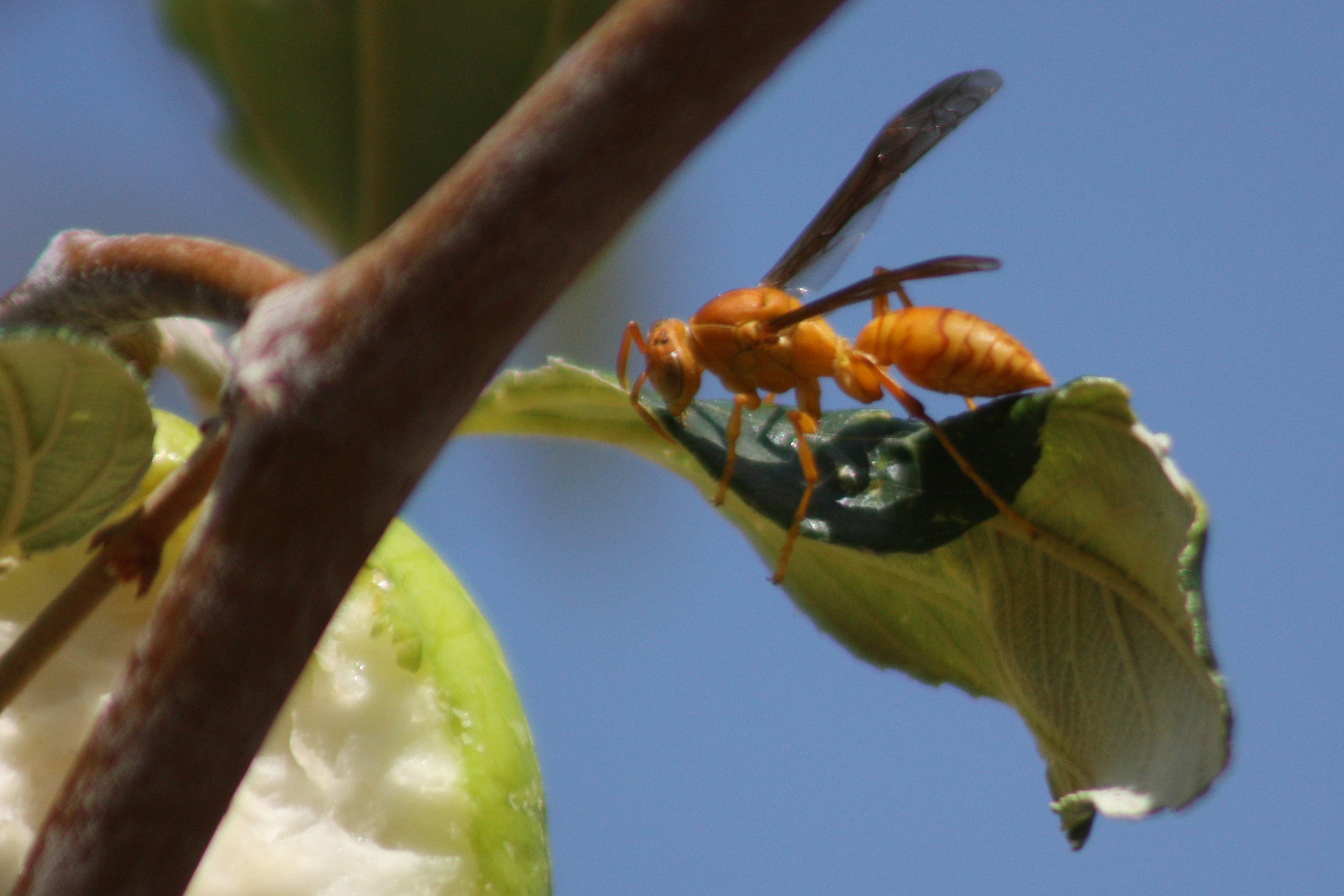
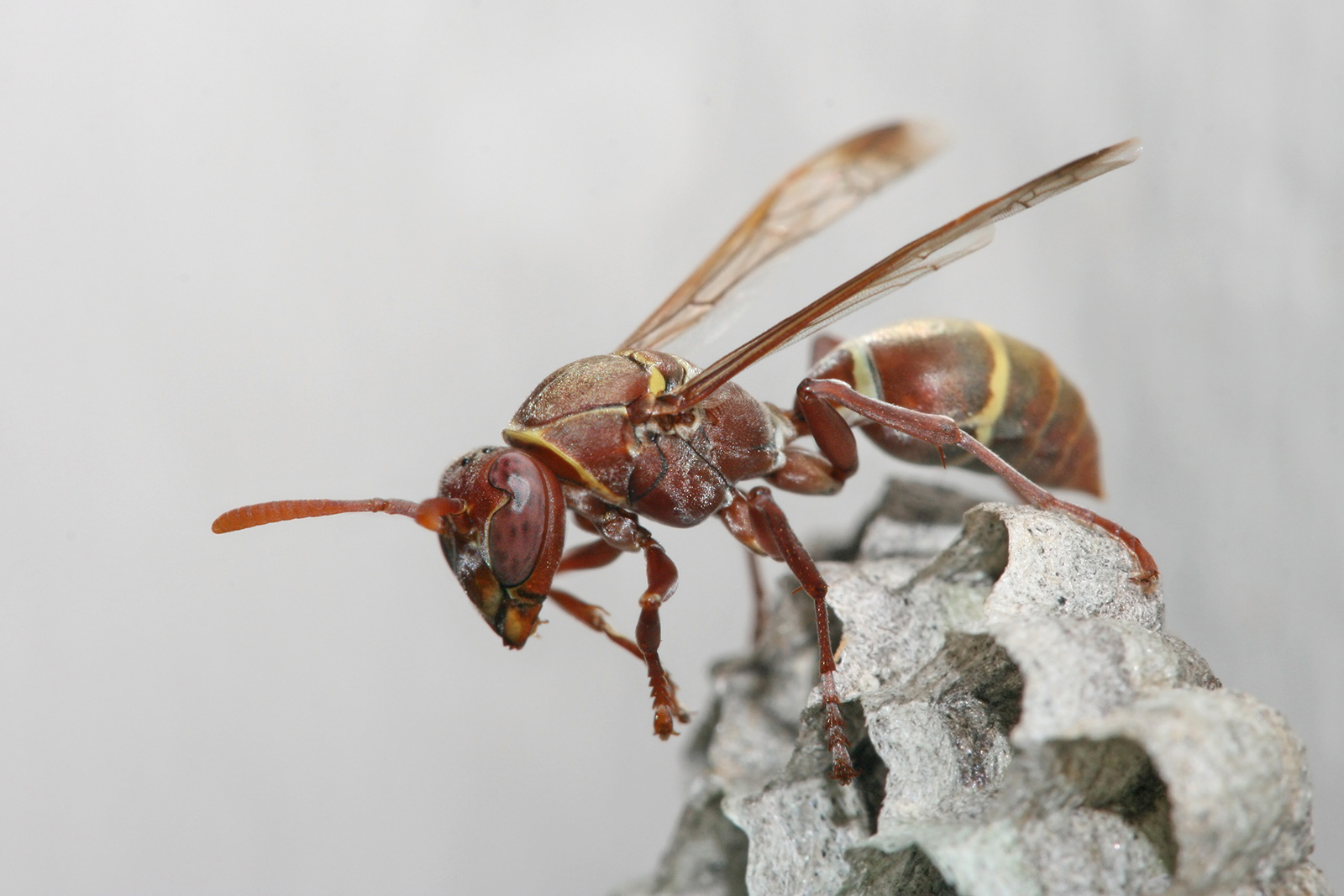
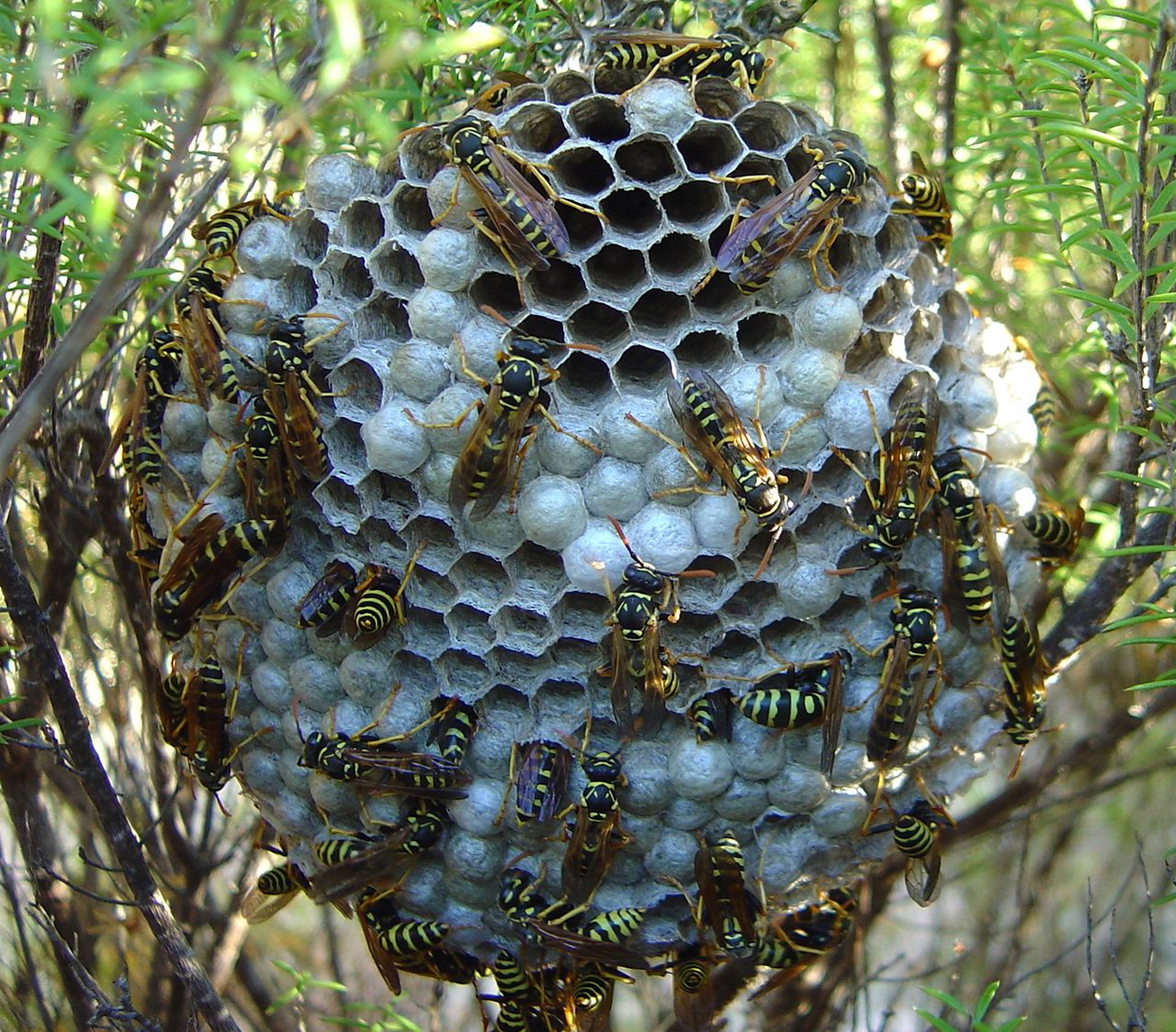